# Tearaway
Tearaway é um jogo eletrônico de plataformas e aventura desenvolvido pela Media Molecule e publicado pela Sony Computer Entertainment exclusivamente para a PlayStation Vita. Foi anunciado durante a Gamescom de 2012 e lançado a 22 de Novembro de 2013. O jogo é inspirado em construções de papel (papercraft) e nos desenhos de Rex Crowle feitos e deixados no estúdio da Media Molecule.
Tearaway é sobre um mensageiro numa missão de entregar uma mensagem ao jogador. No inicio do jogo os jogadores podem escolher entre a personagem feminina, Atoi, ou a masculina, Iota.
Tearaway foi muito bem recebido pelos críticos, que elogiaram o seu estilo de arte, a criatividade e o uso inventivo das inúmeras características da PlayStation Vita, com muitos a dizerem que o jogo era à data o melhor para a consola portátil. Os sites de criticas agregadas GameRankings e Metacritic deram a pontuação 86.56% e 87/100, respectivamente.

## Jogabilidade

Os jogadores podem usar o ecrã táctil traseiro da Vita para dar o efeito que estão a empurrar os seus dedos pelo mundo do jogo.

Tearaway é um jogo de aventuras e plataformas jogador na terceira pessoa que utiliza quase todas as características da PlayStation Vita. Num dos exemplos demonstrados no video que anunciou o jogo, o jogador encontra um elk (espécie de veado) que precisa de uma nova pele. O jogador pode então tirar uma fotografia com a câmara da consola e aplicar depois ao animal feito de papel. Numa demonstração de Tearaway na Gamescom, a Media Molecule mostrou como o jogador pode usar o ecrã táctil traseiro da Vita para, efectivamente, empurrar o chão e desta forma interagir com os inimigos e o ambiente do jogo. Noutra parte da demonstração, o jogador faz um desenho com os dedos no ecrã táctil para cortar uma coroa de papel para a personagem do jogo usar.

## Recepção
Tearaway foi muito bem recebido pelos críticos, que elogiaram o seu estilo de arte, a criatividade e o uso inventivo das inúmeras características da PlayStation Vita. Os sites de criticas agregadas GameRankings e Metacritic deram a pontuação 86.56% e 87/100, respectivamente.
Steven Hansen da Destructoid deu a pontuação máxima de 10/10 e chamou ao jogo "uma maravilha técnica e artística". O TheSixthAxis disse que "é o tipo de jogo que a Vita já necessitava desde o seu lançamento" e que "as várias características da Vita são usadas de uma maneira fantástica por todo o jogo" e deu a pontuação 9/10. Dando ao jogo a pontuação de 9.3/10, Daniel Krupa da IGN descreveu Tearaway como "uma história simples, contada de uma maneira maravilhosa" e chamou-lhe "o melhor jogo que joguei na PlayStation Vita". Eric L. Patterson da Electronic Gaming Monthly deu 9.5/10 diz que Tearaway, tal como Gravity Rush, é o exemplo do porquê se ter uma Vita e que apesar de não ser perfeito é uma "experiência fantástica". Andy Hartup da GamesRadar, atribuiu quatro em cinco estrelas e refere que Tearaway dá um uso fantástico à tecnologia da Vita fazendo com que o jogador se sinta parte do jogo. No entanto criticou a duração por ser muito curta. A Edge deu a pontuação 9/10 e tem a mesma opinião ao dizer que não é dos jogos mais longos da Vita, mas que no entanto "contém mais ideias alegremente realizadas que muitos jogos três ou quatro vezes maiores do que o seu tempo" e diz que Tearaway "é um jogo bonito e brilhante, mas mais do que isso: é o primeiro grande jogo da Vita." Chris Schilling da revista Computer and Video Games deu a pontuação 9/10 e conclui a sua análise ao dizer que "uma aventura inventiva e deslumbrante, Tearaway não é apenas o melhor jogo da Vita, é uma das coisas mais originais que jogarás este ano."

### Prémios e Honras
A GameSpot deu a Tearaway o prémio de "Jogo do Ano 2013 para PS Vita", e a revista Edge o prémio "Melhor Design Visual" de 2013. Tearaway foi nomeado para oito prémios BAFTA, conseguindo ganhar :Melhor Jogo de Família, Melhor Jogo Portátil e Prémio Artístico.

## Ligações Externas
- «Sítio oficial»